# Kandri (Parshivani)
Kandri è una suddivisione dell'India, classificata come census town, di 8.125 abitanti, situata nel comune di Parshivani (o Parseoni), distretto di Nagpur, nello stato federato del Maharashtra. In base al numero di abitanti la città rientra nella classe V (da 5.000 a 9.999 persone).

## Geografia fisica
La città è situata a 19° 58' 60 N e 80° 25' 60 E e ha un'altitudine di 310 m s.l.m..

## Società

### Evoluzione demografica
Al censimento del 2001 la popolazione di Kandri assommava a 8.125 persone, delle quali 4.246 maschi e 3.879 femmine. I bambini di età inferiore o uguale ai sei anni assommavano a 1.006, dei quali 531 maschi e 475 femmine. Infine, coloro che erano in grado di saper almeno leggere e scrivere erano 5.885, dei quali 3.314 maschi e 2.571 femmine.